# Isola di Gil'tebrandt
L'isola di Gil'tebrandt o Gil'debrandt; in russo Остров Гильдебрандта?) è un'isola russa che fa parte dell'arcipelago Rimskij-Korsakov; si trova nella parte occidentale del golfo di Pietro il Grande, nel mare del Giappone, nell'Estremo Oriente russo. Appartiene amministrativamente al Chasanskij rajon, del Territorio del Litorale ed è inclusa nella Riserva della biosfera marina dell'Estremo Oriente (Дальневосточный морской биосферный заповедник). Si trova 64 km a sud-ovest di Vladivostok.

## Geografia
L'isola ha una forma arrotondata ed è larga circa 380 m. L'altezza massima è di 91,3 m s.l.m. Le coste sono ripide, a nord c'è una piccola spiaggia e vicino alla costa meridionale vi sono degli scogli e un faraglione.

## Storia
L'isola è stata scoperta nel 1851 da baleniere francesi e l'anno successivo è stata descritta dal brigantino Caprice della Marina francese. È stata esaminata e descritta nel 1854 dagli equipaggi russi della fregata Pallada e dello schooner Vostok. Nel 1863, è stata studiata in dettaglio e mappata dalla spedizione guidata dall'ufficiale di marina Vasilij Matveevič Babkin a bordo della corvetta Kalevala. All'isola è stato dato il nome di un membro dell'equipaggio, il guardiamarina Jakov Apollonovič Gil'tebrandt (o Gil'debrandt).